# محمود الشريف
محمود الشريف (2 سبتمبر 1912 - 29 يوليو 1990)، ملحن مصري. تزوج لفترة قصيرة من المطربة أم كلثوم رغم أنها لم تغن من ألحانه أي أغنية.

## أهم أعماله
كارم محمود: على شط بحر الهوى
محمد قنديل: ثلاث سلامات
شهرزاد: احب اسمك
شفيق جلال: لما رمتنا العين
- محمد عبد المطلب: «رمضان جانا»، وهي الأغنية التي يتم بها استقبال شهر رمضان، و«بياع الهوى راح فين».[4]
- شادية:«حبينا بعضنا»، و«شبكت قلبي».[5]
- عبد الحليم حافظ: «يا سيدي أمرك»، و«حلو وكداب».
- نجاة الصغيرة: «أوصفولي الحب» وهي أول أغانيها.
- أحلام: «يا عطارين دلوني».
- صباح: "شـمس وقمرين"من فيلم توبه".
- وردة الجزائرية: «على بختنا».

إضافة إلى تلحينه الأغنية الشهيرة (حبيبي هو) من كلمات بيرم التونسي وأداها العديد من المطربين أبرزهم صالح عبد الحي وميادة الحناوي، كما قام بتلحين نشيد الله أكبر الذي ظهر عام 1956 أثناء حرب 1956، ثم تم اعتماده في ليبيا نشيداً وطنياً حتى عام 2011.